# Dann Huff
Dann Huff (Nashville, Tennessee; 15 de noviembre de 1960) es un músico estadounidense, músico de sesión, cantante, compositor y productor.

## Carrera
Comenzó su carrera como parte de la banda de rock cristiano WhiteHeart en el que tocaba con su hermano David Huff, y luego en la banda de rock melódico Giant. Desde entonces, él ha encontrado trabajo como guitarrista de sesión y productor, tanto en rock y la música country. Ha tocado la guitarra en álbumes para Keith Urban, Reba McEntire, Suzy Bogguss, Kathy Mattea, Faith Hill, Roger Hodgson, Martina McBride, Trisha Yearwood, Steven Curtis Chapman, Lonestar, George Benson, en el debut del álbum de Whitney Houston Whitney Houston (álbum), Barbra Streisand, Kenny Rogers y mucho más.
Algunas canciones que ha incluido y tocado:
- Could've Been - Tiffany
- Hypnotize Me - Wang Chung
- Who's Johnny - El DeBarge
- Heaven Is a Place on Earth, I Get Weak & Circle in the Sand - Belinda Carlisle
- Self control - Laura Branigan
- Danger Zone - Kenny Loggins
- Like a Prayer - Madonna
- Greatest Love Of All - Whitney Houston
- Man in the Mirror & I Just Can't Stop Loving You - Michael Jackson
- My Heart Will Go On - Céline Dion
- I Could Fall In Love - Selena
- Here I Go Again (radio-mix) - Whitesnake
- Rhythm of the Night - DeBarge
- The glory of love - Peter Cetera
- Next Time I Fall - Peter Cetera with Amy Grant
- One Sweet Day & All I Want For Christmas Is You - Mariah Carey
- Straight Up & Cold Hearted - Paula Abdul
- Said I Loved You... But I Lied - Michael Bolton.
- On my own - Michael McDonald & Patti LaBelle
- Place in This World - Michael W. Smith[1]

También ha coproducido los álbumes de Megadeth, Cryptic Writings y Risk, junto con el cantante y compositor Dave Mustaine.